# Arhopala vihara
Arhopala vihara är en fjärilsart som beskrevs av Felder 1860. Arhopala vihara ingår i släktet Arhopala och familjen juvelvingar. Inga underarter finns listade i Catalogue of Life.

## Bildgalleri

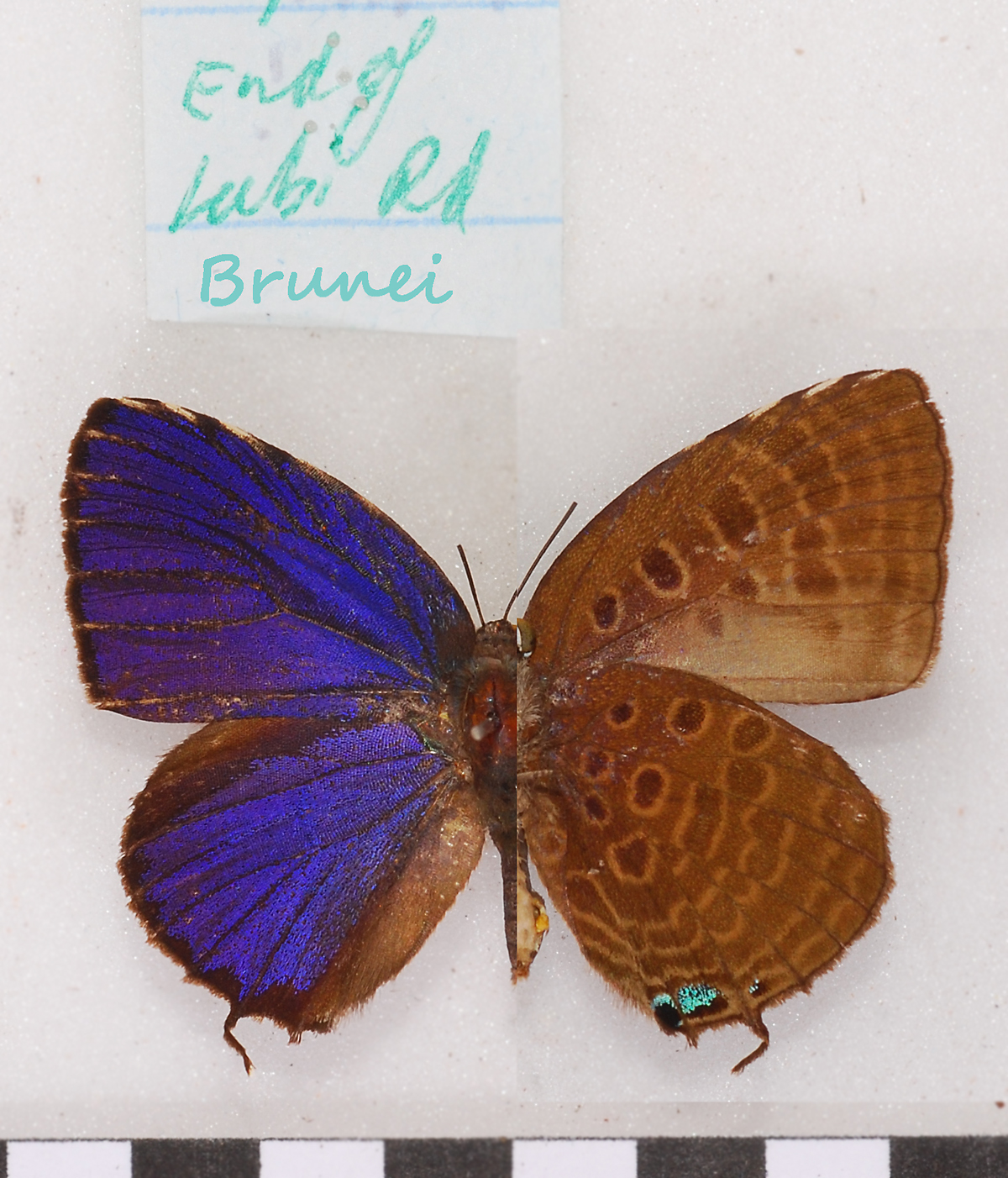